# Slag bij Fort Charlotte

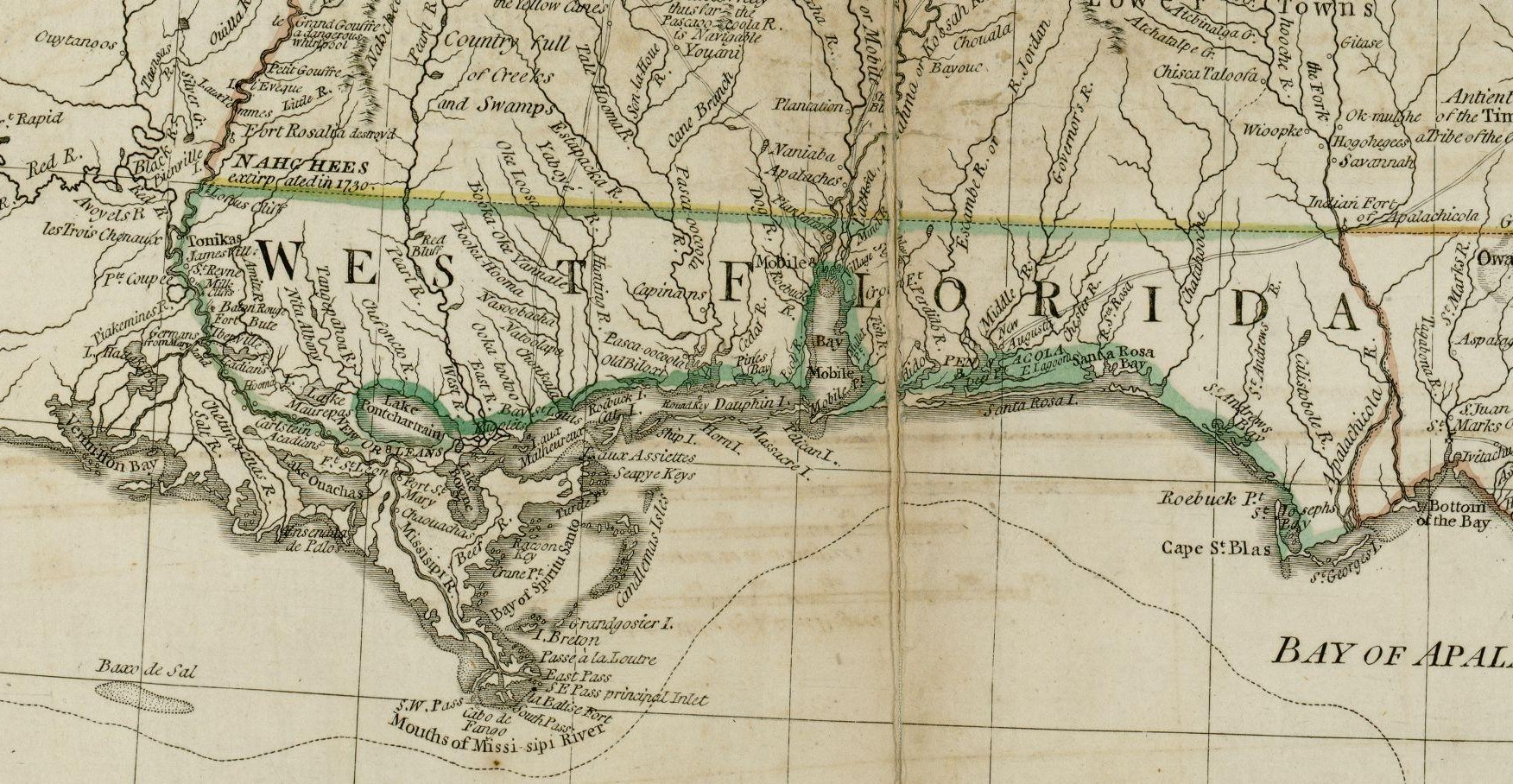
Kaart

De Slag bij Fort Charlotte was een 18 dagen lange belegering door de Spaanse generaal Bernardo de Gálvez van de Britse vesting Fort Charlotte, thans Mobile (Alabama), tijdens de Amerikaanse Onafhankelijkheidsoorlog van 20 februari tot 9 maart 1780. Fort Charlotte was de laatste Britse grenspost die New Orleans, in de naburige Spaanse kolonie Louisiana, kon bedreigen. Door de val van Fort Charlotte werden de Britten verdreven uit West-Florida.
Gálvez' leger vertrok met een kleine vloot vanuit New Orleans op 28 januari en op 10 februari landden de Spanjaarden nabij Fort Charlotte. Het veel talrijker Britse garnizoen hield stand totdat het zicht op het aan land roeien van honderden infanteristen en artilleristen aan de zijde van Gálvez leger hun weerstand op 9 maart brak. De garnizoenscommandant, kapitein Elias Durnford, had bijstand verwacht uit Pensacola, die echter nooit zou komen. Hun overgave beveiligde de westelijke zijde van Baai van Mobile van de Britten en effende het pad voor Spaanse operaties tegen Pensacola.